# Нормальная анатомия человека
Системати́ческая анато́мия челове́ка — раздел анатомии человека, изучающий строение «нормального», то есть здорового тела человека по системам органов, органам и тканям.
Органы — часть тела определённой формы и конструкции, имеющая определённую локализацию в организме и выполняющая определённую функцию (функции). Каждый орган образован определёнными тканями, имеющими характерный клеточный состав. Органы, которые объединены функционально, составляют систему органов. В русской анатомической школе системой органов принято считать функционально единую группу органов, которые имеют анатомическое и эмбриологическое родство; группы органов, объединённых только функционально, называются аппаратами органов (опорно-двигательный, речевой, эндокринный и т. д.). Тем не менее, часто наблюдается терминологическая подмена «аппарата органов» на «систему органов».
Некоторые органы выполняют несколько функций и относятся к разным системам: так, вилочковая железа (тимус) является функциональным звеном как иммунной, так и эндокринной системы, поджелудочная железа — эндокринной и пищеварительной, мужская уретра — мочевыделительной и репродуктивной и т. д.
Системы и аппараты органов формируют целостный организм человека. Постоянство внутренней среды (гомеостаз) поддерживается посредством нейрогуморальной регуляции обменных процессов в организме, обеспечиваемой содружественным функционированием нервной, эндокринной и сердечно-сосудистой систем.
Разделами нормальной (систематической) анатомии человека являются: остеология — учение о костях, артросиндесмология — учение о соединениях частей скелета, миология — учение о мышцах, спланхнология — учение о внутренних органах пищеварительной, дыхательной и мочеполовой систем, ангиология — учение о кровеносной и лимфатической системах, анатомия нервной системы (неврология) — учение о центральной и периферической нервной системах, эстезиология — учение об органах чувств.

## Системы воспроизводства (эндодермальные)
К системам воспроизводства обычно относят органы, образующие пищеварительную, дыхательную и мочеполовую системы. Большинство этих органов расположены во внутренних полостях тела, однако некоторые их части могут располагаться и вне их. В анатомии принято рассматривать сердце и селезёнку как части сердечно-сосудистой и иммунной систем, соответственно, хотя формально они принадлежат к внутренним органам. Внутренние органы (кроме половых) обслуживают процесс обмена веществ в организме. В разделе анатомии, посвященном внутренним органам, принято также рассматривать органы эндокринной системы, регулирующие функции всех органов и систем организма.

### Дыхательная система
Основная функция дыхательной системы — обеспечение газообмена: доставка из окружающей среды кислорода и удаление образующегося в процессе окисления углекислого газа. Дыхательная система также принимает непосредственное участие в образовании звуков речи.
Дыхательная система человека состоит из дыхательных путей и дыхательных органов — лёгких.
Дыхательные пути представляют собой полые трубки, имеющие разную форму и величину просвета. Изнутри (со стороны просвета) дыхательные пути выстланы слизистой оболочкой с мерцательным (реснитчатым) эпителием. Главной функцией дыхательных путей является воздухопроводящая (обеспечение связи лёгких с окружающей атмосферой). За счёт наличия в слизистой оболочке дыхательных путей большого количества кровеносных сосудов и желёз, выделяющих слизь, проходящий через них воздух согревается и несколько очищается перед попаданием в лёгкие, этим обеспечивается их защитная функция.
Дыхательные пути делятся на верхний и нижний отделы. К верхним дыхательным путям относят полость носа, носовую и ротовую части глотки. К нижним дыхательным путям относят гортань, трахею и бронхи.
Органами дыхательной системы, осуществляющими газообмен между внутренней средой человеческого организма и окружающей средой, являются лёгкие.

### Пищеварительная система человека
Пищеварительная система осуществляет переваривание пищи (путём её физической и химической обработки), всасывание продуктов расщепления через слизистую оболочку в кровь и лимфу и выведение непереваренных остатков. Состоит из органов желудочно-кишечного тракта (полость рта, пищевод, желудок, кишечник, анус) и вспомогательных органов (слюнные железы, печень, желчный пузырь и протоки, поджелудочная железа). Печень и кишечник выполняют также антитоксическую функцию.

### Мочевыделительная система
Мочевыделительная система обеспечивает вывод из организма конечных продуктов азотистого обмена, чужеродных и токсических соединений, избытка органических и неорганических веществ. Мочевыделительная система участвует в обмене углеводов и белков, в образовании биологически активных веществ, регулирующих уровень артериального давления, скорость секреции альдостерона надпочечниками и скорость образования эритроцитов. Мочевыделительная система участвует в поддержании гомеостаза, регулируя водно-солевой обмен.

## Системы поддержки (мезодермальные)

### Опорно-двигательный аппарат
Опорно-двигательный аппарат является предметом изучения трёх разделов анатомии человека — остеологии, синдесмологии и миологии.
Опорно-двигательный аппарат включает костный скелет, укреплённый вспомогательными элементами (связками, суставными дисками, менисками и др.), а также мышцы.
Скелет — это пассивная часть опорно-двигательного аппарата. Скелет у взрослого человека состоит в основном из костей. В местах, где требуются упругость и гибкость, сохраняются хрящи: соединительная ткань участвующая в формировании хрящевых соединений костей (синхондрозов), полусуставов (симфизов) и суставов. Особняком стоит относящийся к дыхательной системе скелет гортани и трахеобронхиального дерева, который полностью сформирован хрящами.
Кости скелета принимают участие в обмене веществ, являясь хранилищем различных микро- и макроэлементов. Кроме того, кости содержат костный мозг, центральный орган кроветворения. По анатомическим областям принято разделение скелета человека на кости черепа, позвоночник, грудную клетку и кости плечевого пояса, таз, кости свободных верхней и нижней конечностей.
В состав опорно-двигательной системы входят поперечно-полосатые мышцы (скелетные мышцы). Мышцы — это активная часть опорно-двигательного аппарата. Большинство мышц крепятся к костям скелета двумя концами с помощью сухожилий.
Мышечная система человека включает мышцы туловища, шеи, головы, верхних и нижних конечностей.
Если пропорции и телосложение определяются в основном костной системой, то контуры фигуры человека в первую очередь зависят от мышц.

### Циркуляторная система

#### Сердечно-сосудистая система
Сердечно-сосудистая система обеспечивает постоянную циркуляцию крови по замкнутой системе сосудов — двум кругам кровообращения, начинающимся и оканчивающимся в сердце. Кровь переносит к клеткам организма субстраты, которые требуются для их нормального функционирования, и эвакуирует продукты их жизнедеятельности. Эти вещества выходят через капилляры в интерстициальную (межклеточную) жидкость.

#### Лимфатическая система
Лимфатическая система — это дополнительная дренажная система, в которую возвращается жидкость из тканей и в виде лимфы оттекает в кровеносное русло — в его венозную часть. В состав лимфатической системы входят лимфатические сосуды (в том числе слепо замкнутые на конце лимфатические капилляры), а также расположенные по ходу лимфатических сосудов лимфатические узлы.

## Системы восприятия (эктодермальные)

### Нервная система
Нервная система человека отвечает за регуляцию деятельности органов и систем, обеспечивая их функциональное единство, осуществляет высшую нервную деятельность, а также участвует во взаимосвязи организма с внешней средой. Нервная система состоит из центральной части — головного и спинного мозга (центральная нервная система), а также периферической, образованной нервами, нервными корешками, нервными сплетениями, ганглиями и нервными окончаниями (периферическая нервная система).
Головной мозг располагается в полости черепа, от него отходят черепные нервы. Ствол головного мозга продолжается спинным мозгом, расположенным в позвоночном канале, из которого через межпозвоночные отверстия выходят спинномозговые нервы.
Также нервная система разделяется на соматическую (обеспечивающую иннервацию органов опорно-двигательного аппарата и кожи) и вегетативную (обеспечивающую иннервацию (Сигналы о состоянии органа и протекающих в нём процессах) внутренних органов).

### Сенсорная система
Структуры сенсорной системы воспринимают разного рода раздражения и преобразуют их в нервные импульсы. Элементами сенсорной системы являются клетки-рецепторы. Сенсорная система тесно связана с нервной; большинство рецепторов (например, фоторецепторы, обонятельные, болевые и др.) представляют собой нейроны. Многие типы рецепторов вместе со вспомогательными структурами образуют органы чувств — глаза (органы зрения), уши (орган слуха) и др.

### Покровная система
Покровная система — наружный слой человеческого тела, образованный кожей и её производными (волосами, потовыми, молочными и сальными железами, ногтями). Кожа образована двумя слоями — эпидермисом и дермой. Эпидермис представлен многослойным плоским ороговевающим эпителием. Дерма — соединительнотканная часть кожи, залегающая под эпидермисом и содержащая гладкие мышцы, кровеносные сосуды и нервные окончания.
Кожа выполняет защитную функцию, участвует в восприятии раздражений из окружающей среды, в терморегуляции и выделении продуктов обмена веществ.

## Эндокринная система
Эндокринная система — система регуляции деятельности внутренних органов посредством гормонов, выделяемых эндокринными клетками непосредственно в кровь, либо диффундирующих через межклеточное пространство в соседние клетки.
Эндокринная система делится на гландулярную эндокринную систему (или гландулярный аппарат), в котором эндокринные клетки собраны вместе и формируют железу внутренней секреции, и диффузную эндокринную систему. Железа внутренней секреции производит гландулярные гормоны, к которым относятся все стероидные гормоны, гормоны щитовидной железы и многие пептидные гормоны. Диффузная эндокринная система представлена рассеянными по всему организму эндокринными клетками, продуцирующими гормоны, называемые агландулярными.
Помимо регуляции деятельности внутренних органов, эндокринная система участвует в обеспечении гомеостаза организма, регуляции роста, развития и половой дифференцировки, психической деятельности и эмоциональных реакций.

## Органы кроветворения и иммунной системы
Органы кроветворения (гемопоэза) и иммунной системы тесно связаны общностью развития, морфологии и функций. После рождения кроветворным органом у человека является красный костный мозг, в котором развиваются эритроциты, гранулоциты, тромбоциты, моноциты и клетки иммунной системы — B-лимфоциты.
К органам иммунной системы (лимфоидным органам) помимо костного мозга относятся: тимус (орган созревания и дифференцировки T-лимфоцитов), скопления лимфоидной ткани в стенках полых органов пищеварительной, дыхательной и мочеполовой систем, селезёнка, лимфатические узлы. Костный мозг и тимус относятся к центральным органам иммунной системы, остальные — к периферическим.